# Norica Nicolai

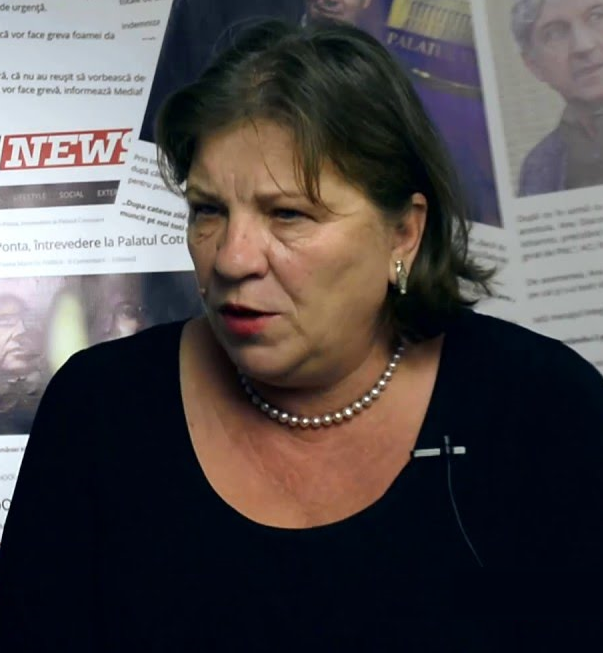
Norica Nicolai, 2016

Norica Nicolai (* 27. Januar 1958 in Sinaia) ist eine rumänische Politikerin der Partidul Național Liberal (PNL) und Rechtsanwältin. Sie war von 2009 bis 2019 Mitglied des Europäischen Parlaments.

## Leben
Nicolai studierte von 1979 bis 1983 Rechtswissenschaften an der Universität Bukarest und war danach bis 1991 Staatsanwältin in Călărași. Als Mitglied der Christlich-demokratischen Bauernpartei (PNȚCD) war sie von 1997 bis 2000 Staatssekretärin im Ministerium für Arbeit und gesellschaftliche Solidarität. Im Jahr 2000 wechselte sie zur National-Liberalen Partei (PNL), von 2000 bis 2008 war sie Senatorin im Senat von Rumänien. In ihrer Partei war Nicolai von 2003 bis 2011 Vorsitzende des Frauenverbands. 2007 wurde sie zur stellvertretenden Vorsitzenden der PNL gewählt. 
Bei der Europawahl 2009 wurde Nicolai ins Europäische Parlament gewählt, wo sie bis 2014 Vorstandsmitglied der liberalen ALDE-Fraktion war. Zudem war sie von 2009 bis 2014 stellvertretende Vorsitzende des Unterausschusses für Sicherheit und Verteidigung und Mitglied im Ausschuss für auswärtige Angelegenheiten sowie Delegierte im Ausschuss für parlamentarische Kooperation EU-Russland. Bei der Europawahl 2014 wurde Nicolais Mandat bestätigt. 
Anders als die meisten Europaparlamentarier ihrer Partei, die nach dieser Wahl zur christdemokratischen EVP-Fraktion wechselten, blieb Nicolai in der ALDE-Fraktion und trat dafür aus der PNL aus. In der Legislaturperiode 2014 bis 2019 war sie Mitglied im Fischereiausschuss und Delegierte in der Parlamentarischen Versammlung EURO-NEST sowie im Parlamentarischen Assoziationsausschuss EU-Moldau. Im November 2014 wurde sie zu einer stellvertretenden Vorsitzenden der ALDE-Fraktion im Europäischen Parlament gewählt. Nach einer Zeit als Parteiloser schloss sich Nicolai 2016 der rumänischen Alianța Liberalilor și Democraților (abgekürzt ebenfalls ALDE) an. Bei der Europawahl 2019 verpasste diese mit 4,1 Prozent der Stimmen den Wiedereinzug ins EU-Parlament.
2002 wurde Nicolai mit dem Verdienstorden im Rang eines Ritters ausgezeichnet.